# Leptodactylus rhodomerus
Espèce
Statut de conservation UICN

 LC  : Préoccupation mineure
Leptodactylus rhodomerus est une espèce d'amphibiens de la famille des Leptodactylidae.

## Répartition
Cette espèce se rencontre, :
- dans l'ouest de la Colombie dans la plaine et le versant Pacifique de la cordillère Occidentale dans les départements de Chocó, Valle del Cauca, Cauca et Nariño ;
- dans le nord-ouest de l'Équateur dans les provinces de Esmeraldas, Carchi, Imbabura et Pichincha.

## Description
Leptodactylus rhodomerus mesure de 112 à 144 mm pour les mâles et de 133 à 158 mm pour les femelles.

## Étymologie
Son nom d'espèce, du grec ancien ῥόδον, rhodon, « rose », et μηρός, méros, « cuisse », lui a été donné en référence à sa livrée.

## Publication originale
- Heyer, 2005 : Variation and taxonomic clarification of the large species of the Leptodactylus pentadactylus species group (Amphibia: Leptodactylidae) from Middle America, northern South America, and Amazonia. Arquivos de Zoologia Sao Paulo, vol. 37, no 3, p. 269-348.